# Aishath Sausan
Aishath Sausan (20 giugno 1988) è una nuotatrice maldiviana, che ha rappresentato il suo paese in due edizioni dei campionati mondiali di nuoto, due edizioni dei campionati mondiali di nuoto in vasca corta e due edizioni dei giochi asiatici.

## Biografia
Ha esordito a livello internazionale nel 2009, ai campionati mondiali di Roma, dove ha partecipato ai 50 ed ai 100 metri dorso, ai 50 metri farfalla e ai 200 metri misti. In tutte le gare è stata eliminata in batteria, chiudendo lontana dalle prime (rispettivamente al 119°, 107°, 126° e 73° posto).
L'anno successivo, nel mese di ottobre, ha preso parte ai XIX Giochi del Commonwealth, dove ha disputato tre gare: 50 metri farfalla (29º posto), 50 metri stile libero (40º posto) e 50 metri dorso (28º posto). Poche settimane dopo ha preso parte anche ai XVI Giochi asiatici tenutisi a Canton. In qest'occasione si è classificata al 18º posto nei 50 metri dorso e al 19° nei 50 metri stile libero.
Dal 2011 al 2016 si è allontanata dal mondo del nuoto, per poter dedicarsi alla crescita del figlio.
Al suo ritorno ha disputato i campionati mondiali di nuoto in vasca corta 2016 in tre gare: i 50 metri dorso (78º posto), i 100 metri dorso (69º posto) e i 200 metri misti (41º posto).
Nel 2018 ha partecipato nuovamente sia ai giochi asiatici che ai mondiali in vasca corta, gareggiando non solo nell'individuale ma anche nelle staffette.
Nel 2019 è tornata a disputare anche i mondiali in vasca lunga, nei 50 e 100 metri dorso (ottenendo rispettivamente il 44° e il 63° posto) e nelle staffette miste stile libero e misti (chiuse rispettivamente al 35° e 36° posto).
Nel maggio 2021 ha vinto i trials per partecipare alle Olimpiadi di Tokyo 2020, disputate nell'estate del 2021 per la pandemia di COVID-19, ma non vi prese poi parte per decisione della FINA, che indicò al suo posto Aishath Sajina. Pochi mesi dopo fu nuovamente selezionata per rappresentare il suo paese ai mondiali in vasca corta del 2021, durante i quali ha disputato due gare individuali e altrettante staffette: fu 48ª nei 100 m dorso e 25ª sulla distanza doppia; nella staffetta 4x50 mista stile libero le Maldive giunsero col 33º tempo, mentre nella 4x50 mista misti col 35º.
Il 2022 è stato un anno di intensa attività internazionale per la Sausan. A giugno ha disputato i mondiali di Budapest: a livello individuale fu 43a nei 100 m dorso e 23a nei 200 m, mentre le staffette miste cui prese parte arrivarono al 28º (4 x 100 misti) e 26º (4 x 100 stile libero) posto.
Poco più di un mese dopo ha disputato i giochi del Commonwealth, dove ha preso parte a sette gare (le staffette miste 4 x 100 stile libero e 4 x 100 misti, e le gare individuali dei 50 m stile libero, 50 m farfalla e 50, 100 e 200 m dorso), sempre eliminata in batteria.
Nel successivo mese di dicembre è stata di nuovo selezionata per i mondiali in vasca corta in Australia: nei 50 e 100 m dorso (in entrambi i casi, fece registrare il 45º tempo in batteria) e nelle staffette miste 4 x 50 stile libero  (la squadra chiuse le batterie col 26º tempo) e 4 x 50 misti (31ª posizione).